# Grand Prix de Chantilly
Groupe II
Le Grand Prix de Chantilly est une course hippique de plat se déroulant fin mai/début juin sur l'hippodrome de Chantilly.
C'est une course de Groupe II réservée aux chevaux de 4 ans et plus.
Elle se court sur la distance de 2 400 mètres. L'allocation s'élève actuellement à 130 000€.

## Palmarès depuis 2000
| Année | Vainqueur          | Pays        | Père              | Jockey                | Entraîneur             | Propriétaire                     | Temps   |
| ----- | ------------------ | ----------- | ----------------- | --------------------- | ---------------------- | -------------------------------- | ------- |
| 2024  | Junko              | France      | Intello           | Maxime Guyon          | André Fabre            | Wertheimer & Frère               | 2'32"94 |
| 2023  | Simca Mille        | France      | Tamayuz           | Alexis Pouchin        | Stéphane Wattel        | Haras de la Perelle              | 2'28"40 |
| 2022  | Mare Australis     | Irlande     | Australia         | Olivier Peslier       | André Fabre            | Gestüt Schlenderhan              | 2'29"16 |
| 2021  | In Swoop           | France      | Adlerflug         | Olivier Peslier       | Francis-Henri Graffard | Gestüt Schlenderhan              | 2'45"37 |
| 2020  | Way to Paris       | France      | Champs Élysées    | Pierre-Charles Boudot | Andrea Marcialis       | Paolo Ferrario                   | 2'38"02 |
| 2019  | Aspetar            | Royaume-Uni | Al Kazeem         | James Doyle           | Roger Charlton         | Mohammed bin Khalifa Al Thani    | 2'24"60 |
| 2018  | Waldgeist          | France      | Galileo           | Pierre-Charles Boudot | André Fabre            | Gestüt Ammerland & Newsells Park | 2'29"49 |
| 2017  | Silverwave         | France      | Silver Frost      | Pierre-Charles Boudot | Pascal Bary            | Hspirit                          | 2'29"45 |
| 2016  | One Foot in Heaven | France      | Fastnet Rock      | Christophe Soumillon  | Alain de Royer-Dupré   | Fair Salinia Ltd                 | 2'35"53 |
| 2015  | Manatee            | France      | Monsun            | Mickaël Barzalona     | André Fabre            | Écurie Godolphin                 | 2'29"64 |
| 2014  | Spiritjim          | France      | Galileo           | Christophe Soumillon  | Pascal Bary            | Hspirit                          | 2'29"32 |
| 2013  | Now We Can         | France      | Martillo          | Thierry Thulliez      | Nicolas Clément        | Winfried Engelbrecht-Bresges     | 2'33"16 |
| 2012  | Aiken              | Royaume-Uni | Selkirk           | William Buick         | John Gosden            | George Strawbridge               | 2'35"80 |
| 2011  | Silver Pond        | France      | Act One           | Olivier Peslier       | Carlos Laffon-Parias   | Haras du Quesnay                 | 2'29"60 |
| 2010  | Allied Powers      | Royaume-Uni | Invincible Spirit | Ioritz Mendizabal     | Michael Bell           | Fish / Ware                      | 2'33"90 |
| 2009  | Scintillo          | Royaume-Uni | Fantastic Light   | Richard Hughes        | R.M. Hannon            | White Beech Farm                 | 2'34"60 |
| 2008  | Doctor Dino        | France      | Muhtathir         | Olivier Peslier       | Richard Gibson         | Javier Martinez Salmean          | 2'35"40 |
| 2007  | Saddex             | Allemagne   | Sadler's Wells    | Torsten Mundry        | Peter Rau              | Stall Avena                      | 2'28"70 |
| 2006  | Policy Maker       | France      | Sadler's Wells    | Stéphane Pasquier     | Élie Lellouche         | Écurie Wildenstein               | 2'24"80 |
| 2005  | Geordieland        | France      | Johann Quatz      | Thierry Thulliez      | Jean-Marie Béguigné    | Raynald Elbaz                    | 2'27"50 |
| 2004  | Policy Maker       | France      | Sadler's Wells    | Kieren Fallon         | Élie Lellouche         | Écurie Wildenstein               | 2'34"90 |
| 2003  | Ange Gabriel       | France      | Kaldounévées      | Thierry Jarnet        | Éric Libaud            | Antonia Devin                    | 2'27"40 |
| 2002  | Anabaa Blue        | France      | Anabaa            | Christophe Soumillon  | Carlos Lerner          | Charles Mimouni                  | 2'28"10 |
| 2001  | Egyptband          | France      | Dixieland Band    | Olivier Doleuze       | Christiane Head        | Écurie Wertheimer et Frère       | 2'26"60 |
| 2000  | Daring Miss        | France      | Sadler's Wells    | Christophe Soumillon  | André Fabre            | Écurie Khalid Abdullah           | 2'34"80 |
| 1999  | Capri              | Royaume-Uni | Generous          | Kieren Fallon         | Henry Cecil            | Prince Fahd bin Salman           | 2'33"70 |
| 1998  | Fragrant Mix       | France      | Linamix           | Olivier Peslier       | André Fabre            | Jean-Luc Lagardère               | 2'35"40 |
| 1997  | Steward            | France      | Saumarez          | Sylvain Guillot       | Dominique Sépulchre    | Georges Coude                    | 2'30"50 |
| 1996  | Poliglote          | France      | Sadler's Wells    | Freddy Head           | Criquette Head         | Écurie Wertheimer et Frère       | 2'36"30 |
| 1995  | Tot ou Tard        | France      | Robellino         | Eric Saint-Martin     | Stéphane Wattel        | Ecurie Kura                      | 2'37"83 |
| 1994  | Bright Moon        | France      | Alysheba          | Thierry Jarnet        | André Fabre            | Écurie Wildenstein               | 2'30"66 |
| 1993  | Serrant            | France      | Bering            | Thierry Jarnet        | André Fabre            | Écurie Wildenstein               | 2'37"63 |
| 1992  | Pistolet Bleu      | France      | Top Ville         | Dominique Bœuf        | Élie Lellouche         | Écurie Wildenstein               | 2'29"81 |
| 1991  | Wajd               | France      | Northern Dancer   | Walter Swinburn       | André Fabre            | Écurie Godolphin                 | 2'35"59 |
| 1990  | Ode                | France      | Lord Avie         | Dominique Bœuf        | Élie Lellouche         | Écurie Wildenstein               | 2'33"33 |
| 1989  | Star Lift          | France      | Mill Reef         | Cash Asmussen         | André Fabre            | Écurie Wildenstein               | 2'34"45 |
| 1988  | Something True     | France      | Sir Ivor          | Tony Cruz             | Georges Mikhalidès     | Mahmoud Fustok                   | 2'29"64 |
| 1987  | Sharaniya          | France      | Alleged           | Alain Lequeux         | Alain de Royer-Dupré   | Écurie Aga Khan                  | 2'37"10 |
| 1986  | Galla Placidia     | France      | Crystal Palace    | Cash Asmussen         | André Fabre            | William Kazan                    | 2'32"40 |
| 1985  | Long Mick          | France      | Gay Mecene        | Cash Asmussen         | François Boutin        | Jean-Luc Lagardère               | 2'30"40 |
| 1984  | Magwal             | France      | Dictus            | Alfred Gibert         | André Fabre            | Mahmoud Fustok                   | 2'36"80 |
| 1983  | Diamond Shoal      | France      | Mill Reef         | Cash Asmussen         | Ian Balding            | Paul Mellon                      | 2'42"50 |
| 1982  | Hard to Sing       | Royaume-Uni | Hard to Beat      | Gérard Dubroeucq      | Charlie Milbank        | N. Lathom-Sharp                  | 2'37"00 |
| 1981  | Lancastrian        | France      | Reform            | Alain Lequeux         | David Smaga            | Sir Michael Sobell               | 2'42"70 |
| 1980  | Scorpio            | France      | Sir Gaylord       | Philippe Paquet       | François Boutin        | Gerry Oldham                     | 2'37"00 |
| 1979  | Noir et Or         | Royaume-Uni | Rheingold         | Maurice Philipperon   | John Cunnington Jr.    | Paul de Moussac                  | 2'32"10 |